# Costen-Syndrom
Mit dem Begriff Costen-Syndrom (engl. Costen’s syndrome) wurde früher ein Komplex von neuralgischen Ohren- und Kopfschmerzen bezeichnet, die häufig auch mit Zungenbrennen, Schwindel, Ohrdruck und Ohrgeräuschen auftreten.  Die Symptome werden auf Fehlstellungen des Kieferköpfchens  oder eine falsche Bisslage zurückgeführt: Zahnverlust, Zahnverschleiß und schlechtsitzender Zahnersatz stören das Gleichgewicht der Kaumuskulatur.
Der nach dem US-amerikanischen Kieferchirurgen James Bray Costen (1895–1962) benannte Symptomenkomplex ist heute in den kraniomandibulären oder myofaszialen Dysfunktionen zusammengefasst.